# あんぜんきょうしつ
『あんぜんきょうしつ』は、NHK教育テレビジョンで1969年4月9日から1980年3月17日まで放送されていた小学校低学年・中学年向けの学校放送（教科：安全教育）である。
この項目では、1969年4月8日から1980年3月18日まで同局で放送されていた小学校中学年・高学年ならびに中学生向けの学校放送『安全教室』（あんぜんきょうしつ）についても記述する。

## 概要
1966年7月21日から『安全教室』が夏休み・冬休み・春休みの期間限定で放送されていた、1969年4月からレギュラー放送を開始した。
低学年版はドッチ君→うさぎの「ぴょん太」（声：野沢雅子、1975年4月 - 1980年3月）とお姉さんが劇を通じて、事故への注意を促した。
オープニングは、タイトルが異なるだけであとは全く両者で同一である。

## 放送時間
いずれも日本標準時、別の時間帯での再放送あり。

### あんぜんきょうしつ
| 期間                         | 放送時間                                                             |
| ---------------------------- | -------------------------------------------------------------------- |
| 1969年4月9日                 | 水曜日 12:20 - 12:30 初回のみ再放送枠を使って放送。                  |
| 1969年4月14日 - 1974年4月1日 | 月曜日 12:20 - 12:30 新作の放送は1969年4月21日から1974年3月4日まで。 |
| 1974年4月8日 - 1980年3月17日 | 月曜日 12:50 - 13:00 新作の放送は1980年3月3日まで。                  |

### 安全教室
| 期間                         | 放送時間                                            |
| ---------------------------- | --------------------------------------------------- |
| 1969年4月8日 - 1974年4月2日  | 火曜日 12:20 - 12:30 新作の放送は1974年3月5日まで。 |
| 1974年4月9日 - 1980年3月18日 | 火曜日 12:50 - 13:00 新作の放送は1980年3月4日まで。 |

## 出演者

### あんぜんきょうしつ
- 鹿沼朝子（1969年 - 1970年） - 「かぬまともこ」名義でクレジットされている回もあり。
- 茜夕子（1970年 - 1973年） - ほとんどの出演回では「あかねゆうこ」名義でクレジットされている。
- いしかわるみこ（1973年 - 1974年）
- ながさわせつこ（1974年 - 1975年）
- さとうようこ（1975年 - 1977年）
- さいとうけいこ（1977年 - 1980年）

### 安全教室
- 関根信昭（1969年 - 1973年）
- 荒川保男（1973年 - 1974年）
- 辻シゲル（1974年 - 1977年）
- 福永典明（1977年 - 1980年）

## 番組の現存状況
『あんぜんきょうしつ』「なつやすみをまえに」 （1975年6月30日）が天然素材NHK（2023年5月24日放送）で紹介されている。